# Ресторан "Fouquet's"
Fouquet's је историјски врхунски ресторан брасерија у Паризу, Француска. Налази се на адреси Јелисејска поља бр. 99 и део је хотела Barrière Le Fouquet's у Паризу. Јеловник, осмишљен у сарадњи са шефом кухиње Пјером Гањером, наставља традицију класичне француске кухиње, укључујући тартар од говедине Fouquet's, сименталски говеђи филе са сосом "Јелисејска поља".
Брасерија је позната по својим црвеним тендама на Јелисејским пољима, које се простиру дуж две терасе на Јелисејским пољима и авенији Џорџа V.
Деценијама је Fouquet's у Паризу био место где су се састајали људи из културе. Има јаке везе са биоскопом и сваке године је домаћин традиционалне Гала вечере након церемоније доделе награде Сезар.
Ресторан је наведен као историјски споменик Француске од 1990. године (Inventaire des Monuments Historiques). Историјски декор укључује махагони панеле Жана Ројера, фотографије истакнутих глумаца и глумица, и дискретне месингане плочице које указују на омиљене столове познатих људи. Најчешћи гости поседују своје сребрне прстенове за салвете са угравираним именом.

## Историја
Fouquet's брасерију је 1899. године основао Луј Фуке. Назвао га је по свом француском презимену "Фуке" и додао "'с" да би му дао модеран стил, иако је рођен и одрастао у Француској.
Од 1990. године главна просторија је наведена као историјски француски споменик.
1998. године, Fouquet's је купила Groupe Lucien Barrière. Затим је француска група у породичном власништву створила Hotel Barrière Le Fouquet's Paris куповином 6 зграда око брасерије. Groupe Barrière је отворила још ресторана Fouquet's, у Француској (Кан, Тулуз, Коршевел, Ла Бол, Ангјен ле Бен), Швајцарска (Монтре), Мароко (Маракеш) и Уједињеним Арапским Емиратима (у Лувру Абу Даби).
У марту 2019. ресторан је тешко оштећен током протеста жутих прслука. Ресторан Fouquet's, Париз, поново је отворен неколико месеци касније за Дан Бастиље, 14. јула 2019. године, идентичан као и раније.

## У популарној култури
Једном годишње Fouquet's је домаћин традиционалне свечане вечере за доделу награда Сезар, француског еквивалента Оскару.